# Serge Gruzinski
Pour les articles homonymes, voir Gruzinski.
Serge Gruzinski, né le 5 novembre 1949 à Tourcoing, est un historien français, spécialiste de l'Amérique latine.
Il a été membre de l'École française de Rome (1973-1975) et de la Casa de Velázquez à Madrid. Il est également membre du comité de rédaction de la revue Gradhiva.

## Biographie
En 1969, Serge Gruzinski intègre l'École nationale des chartes et prépare sous la direction de Pierre Goubert une thèse sur la Flandre au XVIe siècle. En 1970, un voyage au Mexique éveille son intérêt pour ce pays. En 1983, il entre au CNRS, dont il devient directeur de recherche en 1989. Directeur d'études à l'École des hautes études en sciences sociales à partir de 1993, il s'intéresse aux colonisations de l'Amérique et de l'Asie, notamment aux expériences coloniales comme lieu de métissages et de naissance d'espaces hybrides et comme premières manifestations de la mondialisation. Son livre publié en 1999, La Pensée métisse, se fait l'écho de cette pensée, qu'il explique ainsi : « Il y a déjà au XVIe siècle, [...] à cause de l'Espagne et du Portugal, un premier empire planétaire, qui fait le tour du monde ».
En 2004, il est le commissaire de l'exposition Planète Métisse au Musée du quai Branly.
En 2015, il remporte le premier Prix international de l'histoire lors du 22e congrès du Comité international des sciences historiques (CISH) à Jinan en Chine.

## Publications
- (es) Introducción a la Historia de las Mentalidades, Mexico, INAH, 1979.
- Les Hommes-Dieux du Mexique. Pouvoir indigène et domination coloniale, XVIe – XVIIIe siècle, Paris, Éditions des Archives Contemporaines, 1985.
- La Colonisation de l'imaginaire, Sociétés indigènes et occidentalisation dans le Mexique espagnol, XVIe – XVIIIe siècle, Paris, Gallimard, Bibliothèque des Histoires, 1988.
- Le Destin brisé de l'empire aztèque, coll. « Découvertes Gallimard / Histoire » (no 33), Paris, Gallimard, 1988.
- La Guerre des images de Christophe Colomb à Blade Runner (1492-2019), Paris, Fayard, 1990.
- Avec Carmen Bernand : 
  - De l'idolâtrie. Une archéologie des sciences religieuses, Paris, Seuil, 1988.
  - Histoire du Nouveau Monde, Paris, Fayard. Tome 1, « De la découverte à la conquête », 1991  (ISBN 2213027641)) / Tome 2, « Les métissages », 1993  (ISBN 2213029652))
- L'Amérique de la Conquête peinte par les Indiens du Mexique, Paris, Flammarion-UNESCO, 1991,  (ISBN 2-08-012155-3).
- Visions indiennes, visions baroques. Les métissages de l'inconscient, Paris, PUF, 1992.
- L'Aigle et la Sibylle. Fresques indiennes des couvents mexicains, Paris, Imprimerie Nationale, 1994.
- Histoire de Mexico, Paris, Fayard, 1996.
- La Pensée métisse, Paris, Fayard, 1999.
- Rio, ville métisse, Paris, Chandeigne, 2001 (en collaboration avec Luiz Felipe de Alencastro).
- Les Quatre Parties du monde. Histoire d'une mondialisation, Paris, La Martinière, 2004, prix Auguste Gérard 2005, Prix Mémoires de la mer 2005.
- Quelle heure est-il là-bas ? Amérique et islam à l’orée des temps modernes, Paris, Seuil, L'Univers historique, 2008.
- L'Aigle et le Dragon. Démesure européenne et mondialisation au XVIe siècle, Paris, Fayard, 2012.
- L'Histoire, pour quoi faire ?, Paris, Fayard, 2015, 300 p. (ISBN 978-2-213-67752-1)
- La Machine à remonter le temps, Fayard, 2017.
- Conversation avec un métisse de la nouvelle-Espagne,  Fayard, 2021  (ISBN 978-2-213-71233-8)
- Quand les Indiens parlaient latin : colonisation alphabétique et métissage dans l'Amérique du XVIe siècle, Librairie Arthème Fayard, 2023  (ISBN 978-2-213-72098-2), 320 pages

## Distinctions

### Décoration
- Chevalier de la Légion d'honneur

### Récompenses
- Prix Monseigneur-Marcel 1992 de l’Académie française pour Histoire du Nouveau Monde
- Grand prix des Rendez-vous de l'histoire 2004 pour Les Quatre Parties du monde : histoire d’une mondialisation
- Prix Auguste-Gérard 2005 pour Les Quatre Parties du monde : histoire d’une mondialisation
- Prix Roger-Caillois 2008 dans la catégorie essai
- Congrès du Comité international des sciences historiques 2015 : Prix international de l'histoire